# Dimenzióceruza

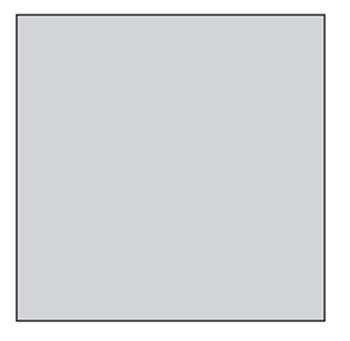
Polidimenzionális mezők születése (1)

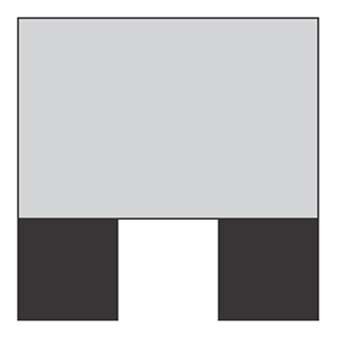
Polidimenzionális mezők születése (2)

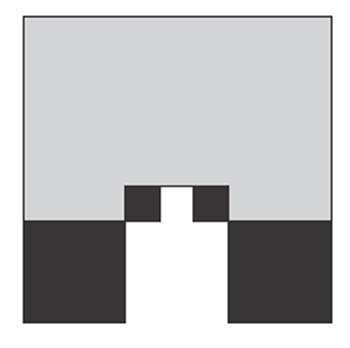
Polidimenzionális mezők születése (3)

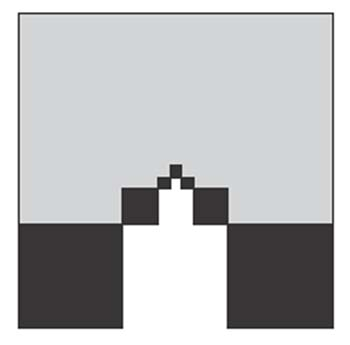
Polidimenzionális mezők születése (4)

Dimenzióceruza (Dimension-Crayon) Saxon-Szász János magyar-francia-angol nyelvű képzőművészeti könyve.

## A könyv születése
Saxon-Szász János 2000-ben meghívást kapott Mouans-Sartouxba, ahol az Espace de l’Art Concret egyik művészházában öt hónapot töltött. 2000. szeptember 18-22. között a helyi általános iskola négy alsó tagozatos osztályának a tanulóival találkozott. Bemutatta a munkáit, majd négy napon át együtt alkotott a gyermekekkel. A könyv az oktatáshoz készített jegyzetek és a foglalkozásokon szerzett tapasztalatok összefoglalója.

## Poliuniverzum, polidemenzionális mezők
Saxon-Szász János MADI szellemben alkotó művész. Alkotásai nemcsak a dimenzionalizmus, a konstruktivizmus és a szuprematizmus örökségét viszik tovább, de a játékos geometria jegyeit is magukon viselik. Munkásságának egyik fővonulata szorosan kapcsolódik a matematikából és geometriából ismert fraktálokhoz. Saxon mindennek a leírására használja a poliuniverzum és a polidimenzionális mezők kifejezéseket.
A könyv lépésről lépésre vezet végig a legegyszerűbb geometriai formáktól a bonyolultabb polidimenziókig és a poliuniverzumig. Közben feltárulnak a szimmetria, a léptékváltások és az arányrendszerek törvényszerűségei és szépségei. Saxon erről így ír könyve bevezetőjében: »Az utazás során különböző léptékű dimenzióstruktúrákban kalandozhatunk, ha egy képzeletbeli dimenzióceruzával megrajzoljuk, majd felkantározzuk a matematika és az absztrakt művészet "dimenziótáltosait": az egyszerű és nagyszerű pontból kiindulva, a szerteágazó vonalon keresztül, a geometrikus síkformákon át (háromszög, négyzet, kör), a bonyolultabb térszerkezetekig. Az útirányt természetesen a Poliuniverzum térképe fölé hajolva jelölhetjük ki, mégpedig úgy, hogy a Dimenzióceruzával egyetlen mozdulattal húzunk vonalat a rezzenéstelen Galaxisok között, Atomok körül. Ez az elképzelhetetlen elképzelés ösztönözhet bennünket arra, hogy egyszer s mindenkorra megtaláljuk valóságos helyünket a valóságos világmindenségben.«

## Tartalom
- A kiadó jegyzete
- Előszó
- Poliuniverzum
  - Dimenzióceruza
  - A polidimenziós pont
  - A polidimenziós egyenes
  - A polidimenziós mező
  - A polidimenziós tér
- Geometrikus formák
- Arányok keresése
- A kompozíciós határok
- Kapcsolódási pontok
- Formaösszevonások
- Szimmetria
- Haladási irányok
- Tiszta formák
- Kevert formák
- Játékos formák
- Epilógus

A könyv maga is játékos MADI-alkotás: alsó sarkai vágottak, az oldalak vonalakkal és síkokkal tagoltak, bizonyos szövegek inverzek stb.

## Értékelések
A könyv bevezetőjében Odile Biec Morello művészettörténész, az Espace de l'Art Concret igazgatónője így fogalmaz: „…készített egy sor játékos konstrukciót, amelyekkel a gyermekek alkotó módon modellezni tudják festmény-objektjeit. Ugyanakkor megírta ezt a könyvecskét, amelynek segítségével mód nyílik arra, hogy feltáruljanak geometrikus alapvetései, megnyíljanak univerzumának kapui. Ugyanis Saxon-Szász János művészete kezdettől fogva a dimenziófraktál elméletére épül, amelyre intuitív módon talált rá, és amellyel felépítette Poliuniverzumát.”
Perneczky Géza a könyv epilógusában így értékel: „Számomra, aki Nyugat-Európában élve egész könyvtárnyi irodalommal rendelkezem az ilyen matematikai alapokra visszavezethető vizuális kísérletekről, nos számomra Saxon-Szász úgyszólván az egyetlen meggyőző példa arra, hogy ez az alapvetően természettudományos problémákból sarjadt aránytan a képzőművészetben is megvalósítható. Az aztán már csak ráadás, hogy Saxon-Szász János gondolkodni és fogalmazni is tud, és megtalálta a módját annak is, hogy míg a léptékváltással szemben invariáns formák művészi megjelenítéséről ír, egyúttal megtartsa a Malevicstől máig ívelő konstruktivista képzőművészet fogalomrendszerét és érvelési szókincsét is.”

## További fejlemények
Saxon-Szász János hazatérve folytatta oktatómunkáját, időről időre csoportos foglalkozásokat tart. 2007 decemberében Nyitott formák a zárt térben címmel a Budapesti Fegyház és Börtön elítéltjeivel találkozott. 2008. június 14-17 között Pécsett, az Ars GEometrica fesztiválon gyermekek palántáztak munkái alapján.

## Kiadásai
- Dimenzióceruza; Nemzetközi MADI Múzeum Alapítvány, Bp., 2001

## Külső hivatkozások
- A könyv Saxon-Szász János honlapján
- A Nemzetközi Mobil MADI Múzeum honlapja
- Ars GEometrica: polidimenzionális mezők a YouTube-on